# Per-Inge Bengtsson
Per-Inge Bengtsson (ur. 29 października 1961 w Karlstad) – szwedzki kajakarz, dwukrotny srebrny medalista olimpijski z Los Angeles.
Brał udział w dwóch igrzyskach olimpijskich (IO 84, IO 88). W 1984 - pod nieobecność zawodników z wielu krajów tzw. Bloku Wschodniego - po medale sięgnął w dwójce na dystansie 500 metr ów oraz czwórce na dystansie 1000 metrów. W pierwszej konkurencji partnerował mu Lars-Erik Moberg, w drugiej osadę tworzyli również Tommy Karls, Moberg i Thomas Ohlsson. Zdobył siedem medali mistrzostw świata. Wywalczył złoto w czwórce na dystansie 1000 metrów w 1982 i 1985, srebro w czwórce na dystansie 500 metrów w 1981 i na dystansie 1000 metrów w 1987 oraz brąz w czwórce na dystansie 500 metrów w 1982 i 1985. W 1987 był trzeci na dystansie 500 metrów w dwójce.